# Köstliches Fensterblatt
Als Köstliches Fensterblatt (Monstera deliciosa) wird eine Pflanzenart aus der Gattung der Fensterblätter (Monstera) in der Familie der Aronstabgewächse (Araceae) bezeichnet.

## Beschreibung

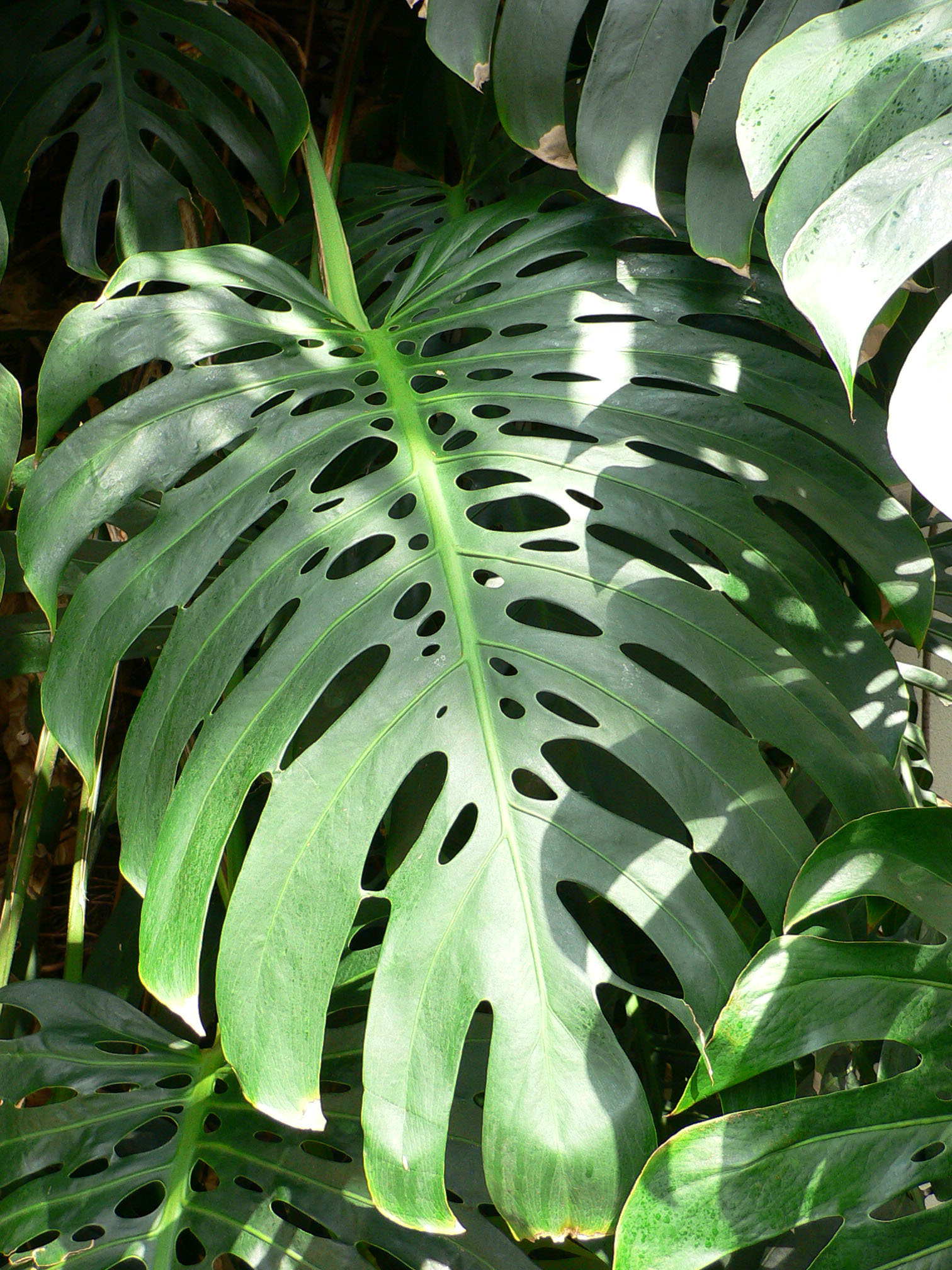
Blatt

Das Köstliche Fensterblatt ist eine immergrüne Kletterpflanze, die mehrere Meter hoch werden kann. Die jungen Blätter sind herzförmig und ungeteilt. Die ausgewachsenen ledrigen Blätter sind groß und löchrig zerschlitzt, woher der deutsche Name „Fensterblatt“ stammt. Ältere Pflanzen bilden Luftwurzeln aus.
Die Blütenstände sind denen des Gefleckten Aronstabs ähnlich, jedoch größer. Sie sind von einem großen Hüllblatt umgeben. Die kolbenförmigen Fruchtstände sind von Größe und Form her etwa mit Maiskolben vergleichbar und mit einer Schale aus hexagonalen, zunächst dunkelgrünen, innerlich weißen Plättchen umgeben. Bei zunehmender Reifung verfärben sich die sechseckigen Schalenplättchen hellgrün. Das Innere der Kolben ist essbar und wohlschmeckend. Das cremig-weiße Fruchtfleisch erinnert im Geschmack an Ananas und Banane. Es sollten nur ausgereifte Fruchtstände verzehrt werden, da mit der Umwandlung von Stärke in Zucker auch der Gehalt an Schleimhaut reizenden Calciumoxalatkristallen abnimmt, die an Lippen, im Mund und Rachen ein kratzendes Gefühl erzeugen. Die sechseckigen Schalenplättchen lösen sich nach und nach von unten nach oben vom Fruchtstand. Dies erfolgt auch bei der von der restlichen Pflanze abgetrennten Frucht.
Die Chromosomenzahl beträgt 2n = 56, 58 oder 60.

## Verbreitung
Die Heimat des Köstlichen Fensterblatts liegt im tropischen Mittel- und Südamerika. Das Verbreitungsgebiet erstreckt sich von Mexiko mit den Bundesstaaten Oaxaca, Veracruz und Chiapas südlich bis nach El Salvador, Guatemala, Honduras, Costa Rica und Panama.
Mittlerweile finden sich verwilderte Pflanzen auch in Nordamerika (Florida), Asien (Malaysia, Indien), Australien und im westlichen Mittelmeerraum (Portugal, Marokko, Madeira).

## Nutzung
Das Köstliche Fensterblatt ist eine sehr beliebte Zimmerpflanze. Die ersten Monstera-Pflanzen gelangten Anfang des 19. Jahrhunderts aus Mexiko nach Europa. In europäischen Gärtnereien wird sie seit 1848 kultiviert.
Die sich bildenden Luftwurzeln können mit ihren Enden in Aquarien eingebracht werden. Die Pflanze entzieht dem Aquarienwasser Giftstoffe wie Nitrat und Nitrit und verwertet diese als Nahrung.
Die essbaren Früchte werden in einigen Ländern meist auf Märkten (zum Beispiel auf Madeira unter der Bezeichnung „Ananasbanane“) verkauft.

## Botanische Formen und Kultivare
Von Monstera deliciosa gibt es mindestens zwei, eventuell drei Taxa. Ob es sich dabei um Formen, Varietäten oder Unterarten handelt, ist nicht eindeutig geklärt. Neben der typischen Form mit relativ dichtem Wuchs und großen Blättern gibt es eine Form, die als Monstera deliciosa Liemb. var. borsigiana (C. Koch ex Engl.) Engl. & Krause bezeichnet wird. Während die typische Form kurze Internodien, bis zu 1 m große Blätter mit mehreren Reihen von Löchern hat und meistens als Staude am Boden wächst, ohne zu klettern, zeigt die zweite Form ein vollkommen anderes Erscheinungsbild. Die Blätter bleiben mit ca. 40 cm deutlich kleiner und weisen weniger Löcher auf, die nur in einer oder zwei Reihen auf jeder Blatthälfte angeordnet sind. Diese Form bildet sehr viel längere Internodien aus und wächst in der Regel bereits als junge Pflanze in Form einer Kletterpflanze. Es gibt Erwähnungen von einer Form, die Monstera deliciosa ‘Tauerii’ genannt wird, jedoch fehlen zu dieser Pflanze jegliche Informationen in reputablen Quellen, sodass fraglich ist, ob diese Form tatsächlich existiert und worum es sich dabei aus botanischer Sicht handeln könnte.
Neben den vollkommen grünen Formen dieser Art gibt es noch mehrere panaschierte Kultivare.
- ‘Variegata’ oder ‘Albo-Variegata’: Diese Art der Panaschierung gibt es sowohl bei der großen, als auch bei der kleinen Form. Die Blätter dieser Kultivare sind weiß-grün panaschiert. Die weißen Bereiche sind in ihrer Größe variabel. Sie können sehr groß sein und in manchen Fällen sind einzelne Blätter ganz weiß. Die Pflanzen sind Mosaike, bei denen die Anteile von grünen und weißen Zellen andauernd schwanken und von der Verteilung im Sprossapikalmeristem abhängig sind. Diese Pflanzen können vollkommen zufällig dauerhaft komplett weiß (und nicht lebensfähig) oder komplett grün werden.
- ‘Thai Constellation’ (in den USA auch unter dem Handelsnamen ‘Salt & Pepper’ zu finden): Dies ist ebenfalls eine panaschierte Sorte, jedoch sind die Flecken deutlich kleiner als bei ‘Variegata’ und ausgedehnte Bereiche ohne Chlorophyll sind selten. Die hellen Bereiche sind im Gegensatz zur ‘Variegata’ nicht rein weiß, sondern blass gelblich bzw. cremefarben. Diese Varietät wurde in Thailand durch genetische Modifikation hergestellt, sodass die Pflanzen zwar noch immer eine variable Panaschierung aufweisen, diese jedoch genetisch verankert und stabil ist, sodass nie ein vollständiger Verlust von Chlorophyll oder ein vollständiger Verlust der Panaschierung auftreten kann. Es ist nicht genau bekannt, welche der Formen hierfür verwendet worden ist. Der Wuchs ähnelt jedoch der typischen Form.
- ‘Aurea’: Die Sorte wird unter dem veralteten Namen auch als ‘Marmorata’ bezeichnet. Die Blätter sind, wie bei ‘Variegata’, panaschiert, jedoch sind die Flecken nicht weiß, sondern gelb. Auch diese Varietät gibt es sowohl bei der typischen Form als auch bei M. deliciosa var. borsigiana.
- 'Esmeralda': Hierbei handelt es sich um eine neue Varietät (2019 entstanden?). Die Panaschierung dieser Pflanzen ist hell gelblich-grün. Diese Varietät ist bisher nur von M. deliciosa var. borsigiana bekannt.

## Bilder

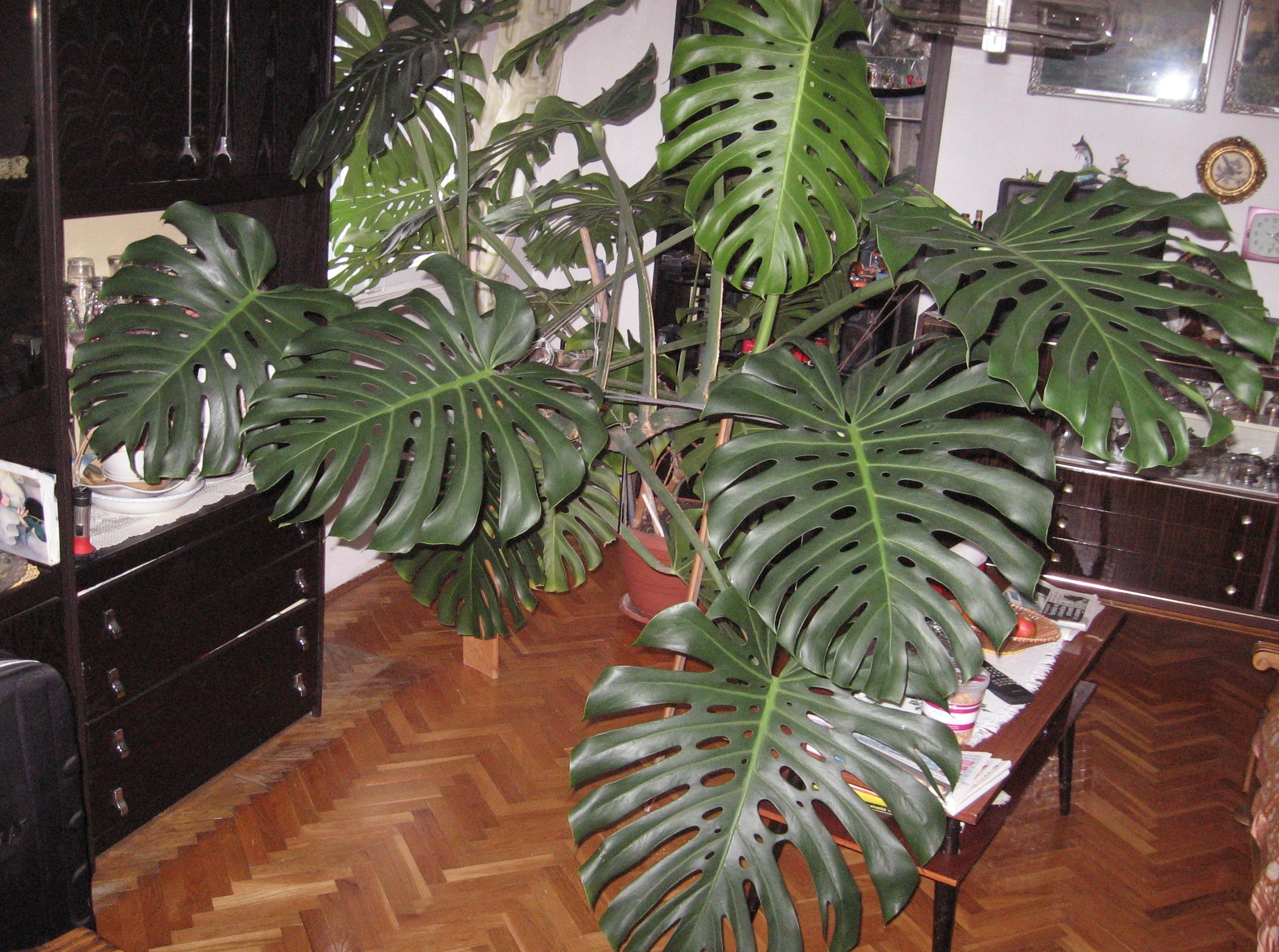
Als Zimmerpflanze
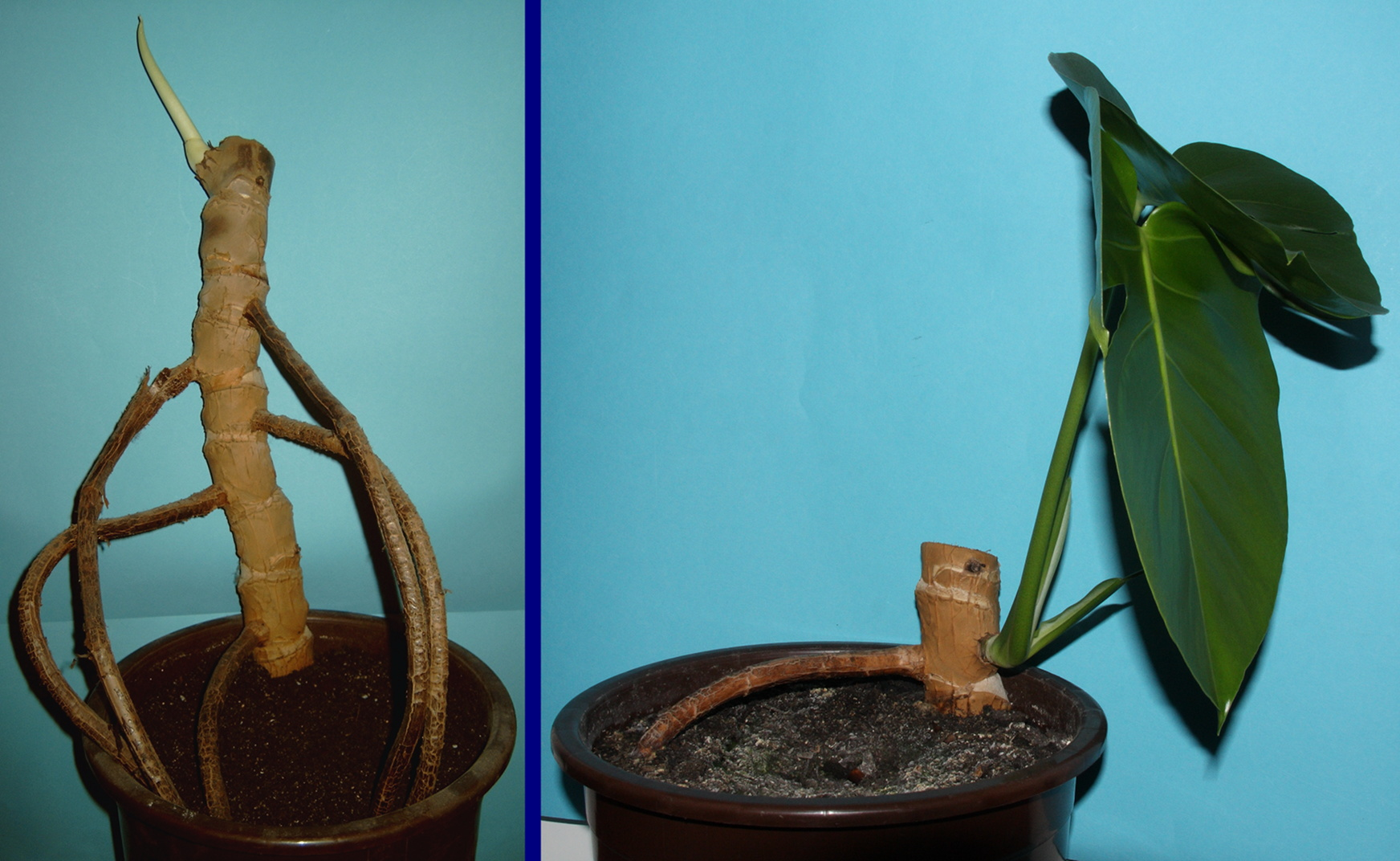
Stammsteckling mit 1. Austrieb (links) und 6. Austrieb (rechts) nach Abschneiden der Austriebe 1…5
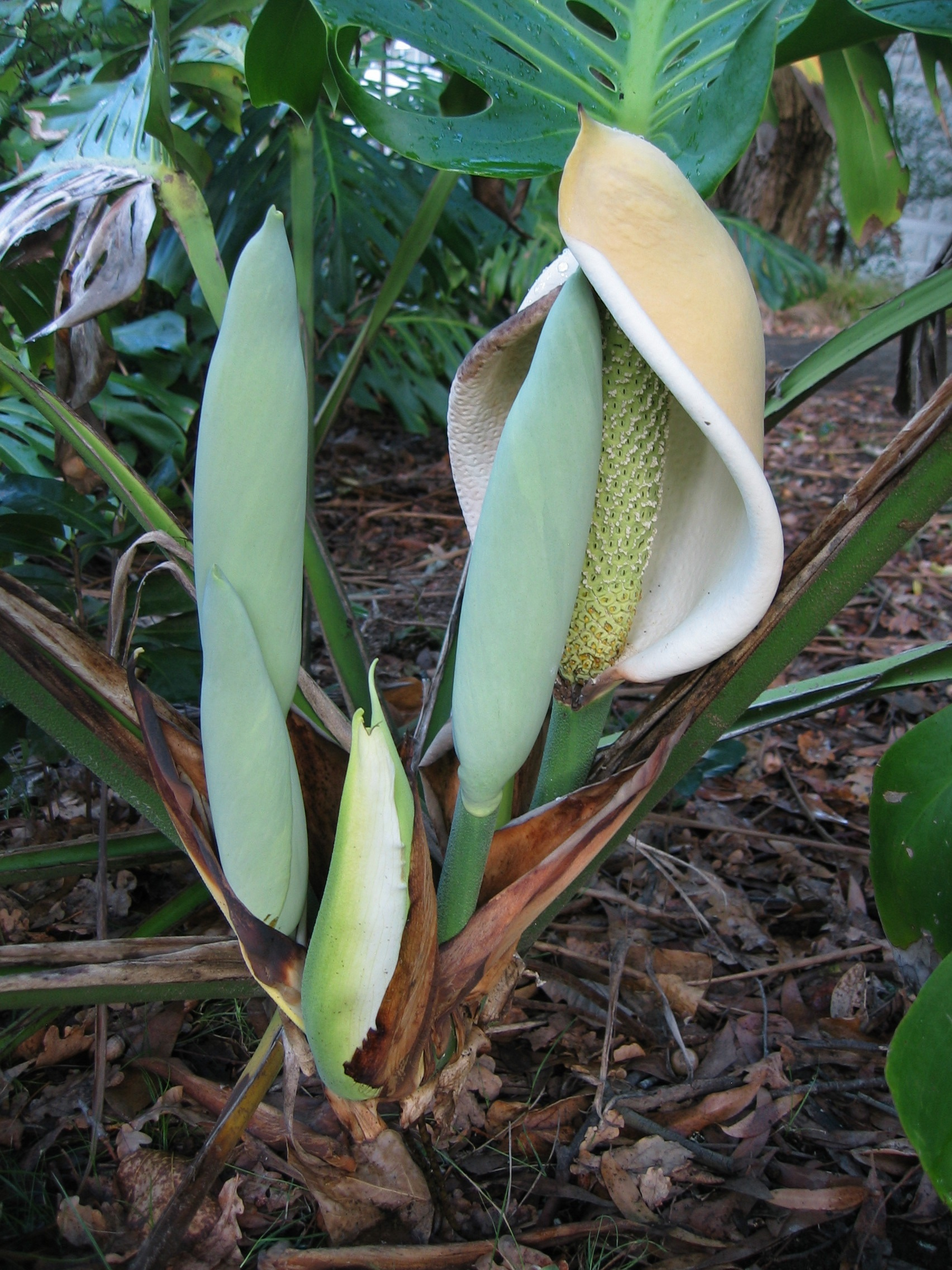
Blütenstand
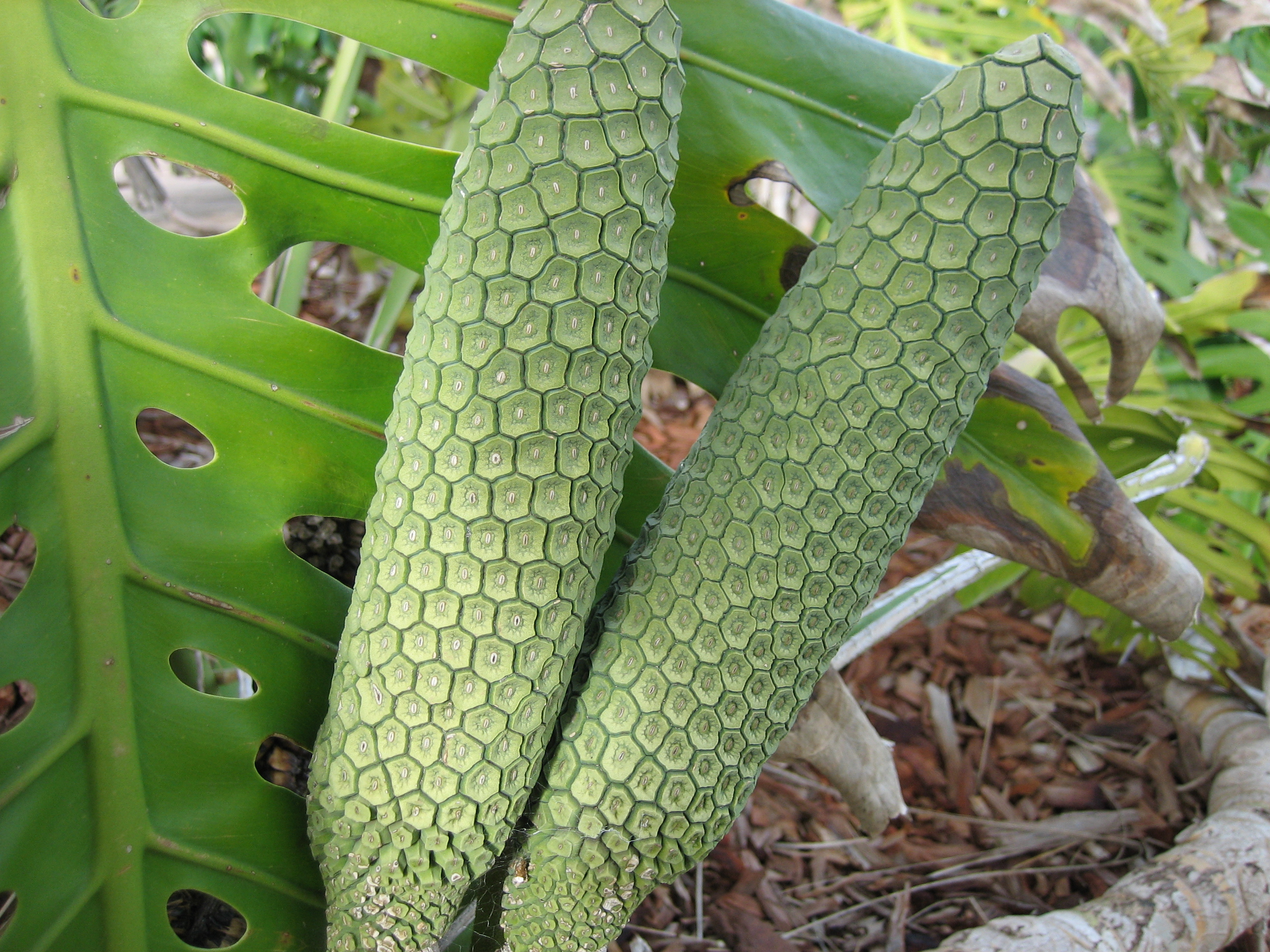
Unreife Fruchtstände
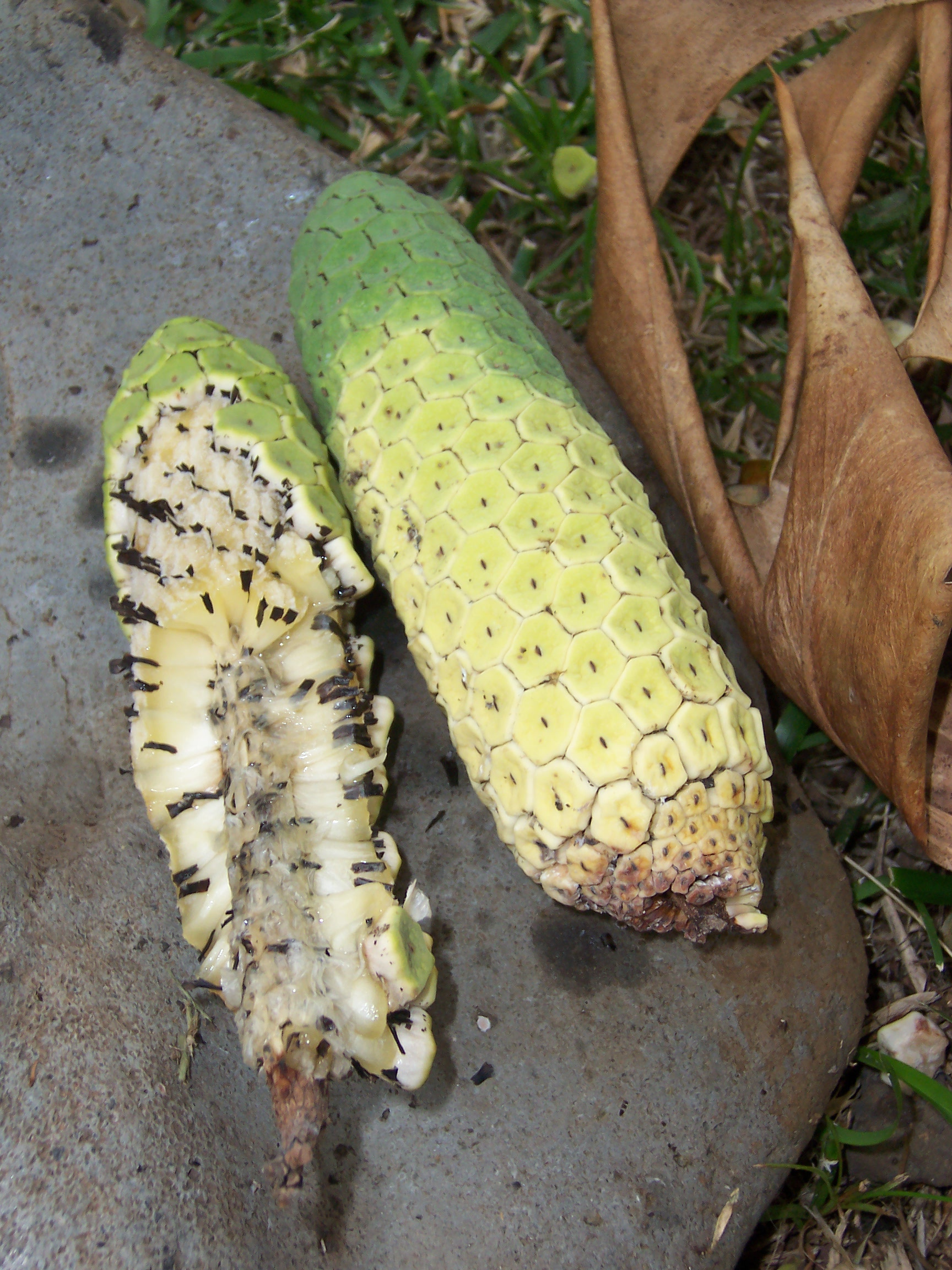
Reife Fruchtstände
Sechseckige Schalenplättchen lösen sich von selbst. Das Fruchtfleisch um den Strunk ist essbar.
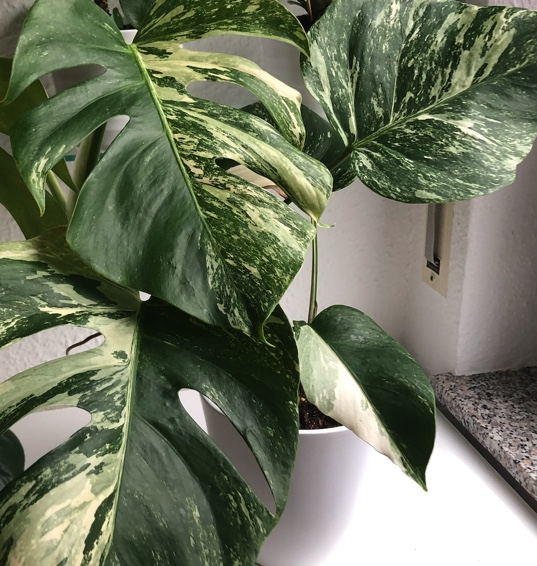
Monstera deliciosa ‘Variegata’